# In der Welt
Der Begriff in der Welt bezeichnet im Christentum eine Lebensform, die im Gegensatz zur Abgeschiedenheit des Eremitentums, zum Leben in der Klausur der alten Orden oder dem klösterlichen Leben der meisten Ordensgemeinschaften steht. 

## Lebensformen
Das Leben einiger Ordensgemeinschaften, wie der Kleinen Schwestern Jesu, der Säkularinstitute und der geweihten Jungfrauen ist auf ein Leben in der Welt ausgerichtet. Auch Mitglieder einiger Laiengemeinschaften versprechen ein Leben nach den evangelischen Räten, leben aber in der Welt. Andere Laien legen ein privates Gelübde zu einem Leben nach den evangelischen Räten ab; auch sie bleiben in der Welt.
In dem apostolischen Schreiben Papst Johannes Pauls II. heißt es:

„Mit dem Bekenntnis zu den evangelischen Räten erlangen die Wesenszüge Jesu – Jungfräulichkeit, Armut und Gehorsam – eine typische und beständige „Sichtbarkeit“ mitten in der Welt, und der Blick der Gläubigen wird auf jenes Geheimnis des Gottesreiches gelenkt, das bereits in der Geschichte wirksam ist, seine Vollendung aber im Himmel erwartet.“

Das Priestertum unterscheidet zwischen Ordenspriestern und Diözesanpriestern, die auch Weltpriester genannt werden.

## Andere Religionen
Der Buddhismus kennt den Begriff des „spirituellen Kriegers“, der auch inmitten der westlichen Gesellschaft durch geeignete Meditation den Weg der Erleuchtung anstrebt.